# Larry Brown (Footballspieler, 1969)
Larry Brown, Jr. (* 30. November 1969 in Miami, Florida) ist ein ehemaliger US-amerikanischer American-Football-Spieler auf der Position des Cornerbacks. Er spielte an der Texas Christian University College Football und wurde im NFL Draft von 1991 in der 12. Runde von den Dallas Cowboys gedraftet. Brown war Starting-Cornerback bei allen drei Super-Bowl-Siegen der Dallas Cowboys in den Neunzigern.
Für seine Leistungen im Super Bowl XXX wurde er zum Super Bowl MVP gewählt.

## Footballkarriere

### College
Da Larry Brown anfangs kein Stipendium für ein renommiertes College bekam, begann er seine Karriere im College Football am Los Angeles Southwest College als Runningback. Er wurde als Sophomore (zweites Collegejahr) zum Cornerback umgeschult und wechselte nach dem Jahr an die Texas Christian University. Dort war er vom ersten Spiel an Starter und konnte in seinem Senior-Jahr die meisten Pässe abwehren.

### Erstes Engagement bei den Cowboys
Brown wurde im NFL Draft von 1991 in der 12. Runde an Stelle 320 von den Dallas Cowboys ausgewählt. Er war seit Ron Francis wieder der erste Rookie-Cornerback, der bei den Cowboys seit der Saison 1987 startete. In der Saison wurde er auch ins NFL All-Rookie Team gewählt.
Beim 52:17-Sieg über die Buffalo Bills im Super Bowl XXVII konnte Brown im zweiten Viertel eine Interception von Backup-Quarterback Frank Reich abfangen.
1995 hatten die Cowboys in der Free Agency die Möglichkeit, den auffallenden Cornerback Deion Sanders zu verpflichten, wodurch Brown zum Nickelback degradiert worden wäre. Da jedoch die Achillessehne von Kevin Smith, Cornerback und Mannschaftskollege von Brown, im ersten Spiel der Saison gegen die New York Giants riss, unterschrieb Sanders bei den Cowboys und Brown konnte in der Startaufstellung der Defense bleiben. Mit sechs gefangenen Interceptions, 124 Return Yards und zwei Touchdowns bewies er seine Rolle als Starter mit der besten Saison seiner Karriere.
In dem Jahr erreichten die Cowboys auch den Super Bowl XXX, in dem Brown der erste Cornerback wurde, der zum Super Bowl MVP gewählt und nach Jake Scott erst der zweite Defensive Back wurde, der die Auszeichnung erhalten hat. Brown konnte in dem Spiel zwei Interceptions von Pittsburghs Quarterback Neil O’Donnell abfangen und damit den Cowboys helfen, ihre dritte Meisterschaft im vierten Jahr zu gewinnen.

### Oakland Raiders
Nach dem Super Bowl und seiner MVP Auszeichnung wurde Brown zum Free Agent. Mit der Auszeichnung versuchte er erfolgreich mit den Oakland Raiders einen lukrativen Vertrag abzuschließen: fünf Jahre, 12,5 Millionen US-Dollar bei 3,5 Millionen US-Dollar garantiertem Gehalt. Aber die Station war ein Misserfolg, weshalb er nach nur 12 Spielen in zwei Jahren von den Raiders entlassen wurde.

### Zweites Engagement bei den Cowboys
Brown kehrte zur Saison 1998 nach Dallas zurück, wo er das letzte Jahr seiner Karriere verbrachte. Bei seinem Rücktritt konnte er auf 14 Interceptions zurückblicken, die er insgesamt 210 Yards zurücktrug und dabei zwei Touchdowns erzielen konnte.

## Nach der Spielerlaufbahn
Zurzeit ist Brown Co-Radio-Moderator der Dallas Cowboys Radio Network Pregame und Postgame Shows.
In der Sitcom Eine schrecklich nette Familie, Folge „Nicht lange fackeln, Al!“, tritt er in einer Gastrolle als er selbst auf.
In der Reihe NFL Top 10 ist er auf dem dritten Platz der One Shot Wonders.